# Nicolas Laharrague
Nicolas Laharrague, nascut el 30 d'octubre de 1981 a Tarba, és un jugador de rugbi a XV francès, que evoluciona al lloc de mig d'obertura o de tres-quarts centre.
És el germà de Julien Laharrague, que juga des del març de 2007 a Aironi Rugby.

## Historial

### En club
- Stadoceste tarbais fins al 2000
- US Dax 2000-2002
- USAP des de 2002

### A la selecció nacional
- Internacional sub18 : escolar 1998 i 1999.
- Internacional sub19 : Campió del món l'any 2000 a Dijon (França)
- Internacional sub21 : participació en el campionat del món 2002 a Sud-àfrica. Guanyador del Torneig IV nations 2002 grand chelem.
- Internacional amb la selecció de França A : 2 partits l'any 2005 contra Itàlia (1 cop de càstig, 3 transformacions) i Irlanda A.
- Internacional : 2 partits el 2007 al torneig de Nova Zelanda

## Palmarès

### En club
- Finalista de la H-Cup 2003 contra le Stade toulousain. (Subcampió d'Europa)
- Finalista del Top 16 2004 contra l'Stade français.
- Campio del Top 14 2009.

### A la selecció nacional
Campió del món sub19, l'abril de 2000.
Campió de la grand chelem VI nations sub21 el 2002.